# Pázmány Dénes
Pázmány Dénes (Kolozsvár, 1931. augusztus 15. – Kolozsvár, 1997. április 5.) erdélyi magyar biológus, természettudományi író.

## Életútja
A középiskolát szülővárosában végezte (1950), a Bolyai Tudományegyetem Természetrajzi Karán tanári oklevelét (1954), a Babeș-Bolyai Egyetemen a biológiai tudományok doktora címet szerezte meg (1971). Tanári pályáját a tordaszentlászlói általános iskolában kezdte, 1956-tól laboratórium-vezető tanársegéd, adjunktus a kolozsvári Mezőgazdasági Főiskolán, 1990-től előadótanár a Mezőgazdaságtudományi Egyetemmé vált munkahelyén.

## Munkássága
Első munkája a Román Népköztársaság Prodan-Buia-féle kis flórameghatározójának Gergely Jánossal közös fordítása (1960). A kolozsvári mezőgazdasági főiskola, illetve egyetem évente megjelenő Notulae Botanicae című kiadványának és magkatalógusának 1965 óta szerkesztőbizottsági tagja, 1975-től főszerkesztője. Mikológiai, vagyis gombaismereti szaktanulmányai jelentek meg az Aluta és a Művelődés hasábjain, a Korunkban ismertette a mikológia modern irányzatait (1989/6) s a Korunk 1989-es évkönyvében Védtelen védett növények címmel értekezett. Tudományos dolgozatai a virágos növények és a nagygombák kutatásáról külföldön is megjelentek, így a budapesti Mikológiai Közlemények és a Zeitschrift für Mykologie gombászati szakfolyóiratokban. Az erdélyi gombafajtákra vonatkozó kutatásait összegező munkája csak halála után került kiadásra. A Hét, Gyopár (majd Erdélyi Gyopár) munkatársa.
Több román nyelven megjelent egyetemi tankönyv és gyakorlati füzet társszerzője; Erdélyi Istvánnal és Eugenia Chirică társszerzőkkel közösen irányította a Morfo-fiziologia plantelor tropicale și subtropicale (Kolozsvár 1979) című tankönyv munkálatait.
Magyar kötetei: Növényhatározó (32 színes táblával, Kolozsvár 1984); Gombahatározó (Nem lemezes gombák, Sepsiszentgyörgy 1998).